# Ненси Ричи
Ненси Ричи (енгл. Nancy Richey; 23. август 1942, Сан Анџело) бивша је америчка тенисерка.
Позната је по томе што је освојила две појединачне гренд слем титуле (Аустралија 1967. и Ролан Гарос 1968). Године 1969. је била број 2 у свету, што је њен најбољи пласман. Током каријере је освојила 69 титула и помогла репрезентацији САД да освоји Фед куп 1969. године. Њен млађи брат Клиф Ричи је такође био тенисер.
Године 2003. примљена је у тениску Кућу славних. Ненси Ричи је од 1970. до 1976. била удата за Кенета Гантера.

## Гренд слем финала

### Појединачно (6)
| Исход  | Година | Турнир                 | Противница      | Резултат      |
| Пораз  | 1966   | Првенство Аустралије   | Маргарет Смит   | одустајање    |
| Пораз  | 1966   | Првенство Француске    | Ен Хејдон Џоунс | 3–6, 1–6      |
| Пораз  | 1966   | Првенство САД          | Марија Буено    | 3–6, 1–6      |
| Победа | 1967   | Првенство Аустралије   | Лесли Тарнер    | 6–1, 6–4      |
| Победа | 1968   | Ролан Гарос            | Ен Хејдон Џоунс | 5–7, 6–4, 6–1 |
| Пораз  | 1969   | Отворено првенство САД | Маргарет Корт   | 2–6, 2–6      |